# George Herbert (4e comte de Powis)
Pour les articles homonymes, voir George Herbert et Herbert.
George Charles Herbert (24 juin 1862 - 9 novembre 1952), est un pair britannique titré 4e comte de Powis.

## Jeunesse
Herbert est né au numéro 26, Bruton Street, Mayfair, Londres, et baptisé à St George's Hanover Square. Il est le fils de Percy Egerton Herbert et Mary Caroline Louisa Thomas Petty-FitzMaurice, fille de William Petty-Fitzmaurice (comte de Kerry) (le fils aîné de Henry Petty-FitzMaurice (3e marquis de Lansdowne)). Il succède à son oncle Edward Herbert (3e comte de Powis) dans la pairie en 1891.
Il fait ses études au Collège d'Eton et à St John's College, Cambridge, où il obtient son diplôme BA en 1885 et MA en 1905.

## Carrière
Après avoir obtenu son premier diplôme, il est employé comme fonctionnaire dans la branche administrative du General Post Office (le GPO) à Londres, mais démissionne après avoir accédé à sa pairie.
Il est nommé Lord Lieutenant du Shropshire en 1896, poste qu'il occupe jusqu'en 1951. Il est également lieutenant adjoint pour le comté de Montgomeryshire et juge de paix pour les comtés de Montgomeryshire et Shropshire, et conseiller municipal du Shropshire County Council. Il est bailli grand-croix de l'ordre de Saint-Jean de Jérusalem.
En 1897, il est trésorier de l'infirmerie Salop de Shrewsbury. En 1898, il est nommé colonel honoraire du 4e bataillon (de milice) des South Wales Borderers.

## Vie privée
En 1890, six mois avant d'hériter du comté, Herbert épouse Violet Ida Evelyn Lane-Fox (1865–1929), la deuxième fille de Sackville Lane-Fox (12e baron Conyers) et 15e baron Darcy de Knayth. La sœur aînée de Violet, Marcia Lane-Fox est mariée à Charles Pelham (4e comte de Yarborough). Ensemble, George et Violet ont deux fils et une fille: 
- Percy Robert, vicomte Clive (1892-1916), décédé des suites de blessures reçues en 1916 à la bataille de la Somme pendant la Première Guerre mondiale[10]
- Hermione Gwladys (1900–1995), qui épouse Roberto Lucchesi-Palli, 11e duc della Grazia et 13e prince di Campofranco
- Mervyn Herbert, vicomte Clive (1904–1943), qui est tué en service actif pendant la Seconde Guerre mondiale en 1943

En 1903, Violet succède à son père dans la baronnie de Darcy de Knayth. Lady Powis est décédée en avril 1929, âgée de 63 ans, leur plus jeune fils Mervyn hérite de la baronnie (sa fille et unique enfant Davina Ingrams, 18e baronne Darcy de Knayth hérite de la baronnie). Lord Powis est décédé en novembre 1952, à l'âge de 90 ans, et est enterré dans le cimetière de Christ Church, Welshpool. Il lègue son siège familial, Powis Castle près de Welshpool, au National Trust. Son cousin, Edward Robert Henry Herbert lui succède comme comte.